# 藏柳
藏柳（学名：Salix zangica）是杨柳科柳属的植物，为中国的特有植物。分布在中国大陆的西藏等地，生长于海拔4,500米的地区，常生长在山区，目前尚未由人工引种栽培。